# Toboso
Toboso é um município de  terceira classe de renda municipal (d) na província Negros Ocidental, nas Filipinas. De acordo com o censo de 1 de maio  de  2020 possui uma população de 43 445 pessoas e 10 968 domicílios.